# Thyasira tortuosa
Thyasira tortuosa är en musselart som beskrevs av John Gwyn Jeffreys 1881. Thyasira tortuosa ingår i släktet Thyasira och familjen Thyasiridae. Inga underarter finns listade i Catalogue of Life.